# Funciones elípticas de Weierstraß

Símbolo de la función P de Weierstrass P.

En el ámbito de las matemáticas, las funciones elípticas de Weierstraß son un grupo de funciones elípticas que poseen una forma particularmente simple (cf. funciones elípticas de Jacobi); han sido designadas en honor al matemático Karl Weierstraß. Esta clase de funciones es también llamada funciones P y generalmente se las escribe utilizando el símbolo {\displaystyle \wp } (que corresponde a una letra P estilizada, llamada P de Weierstraß).

## Definiciones

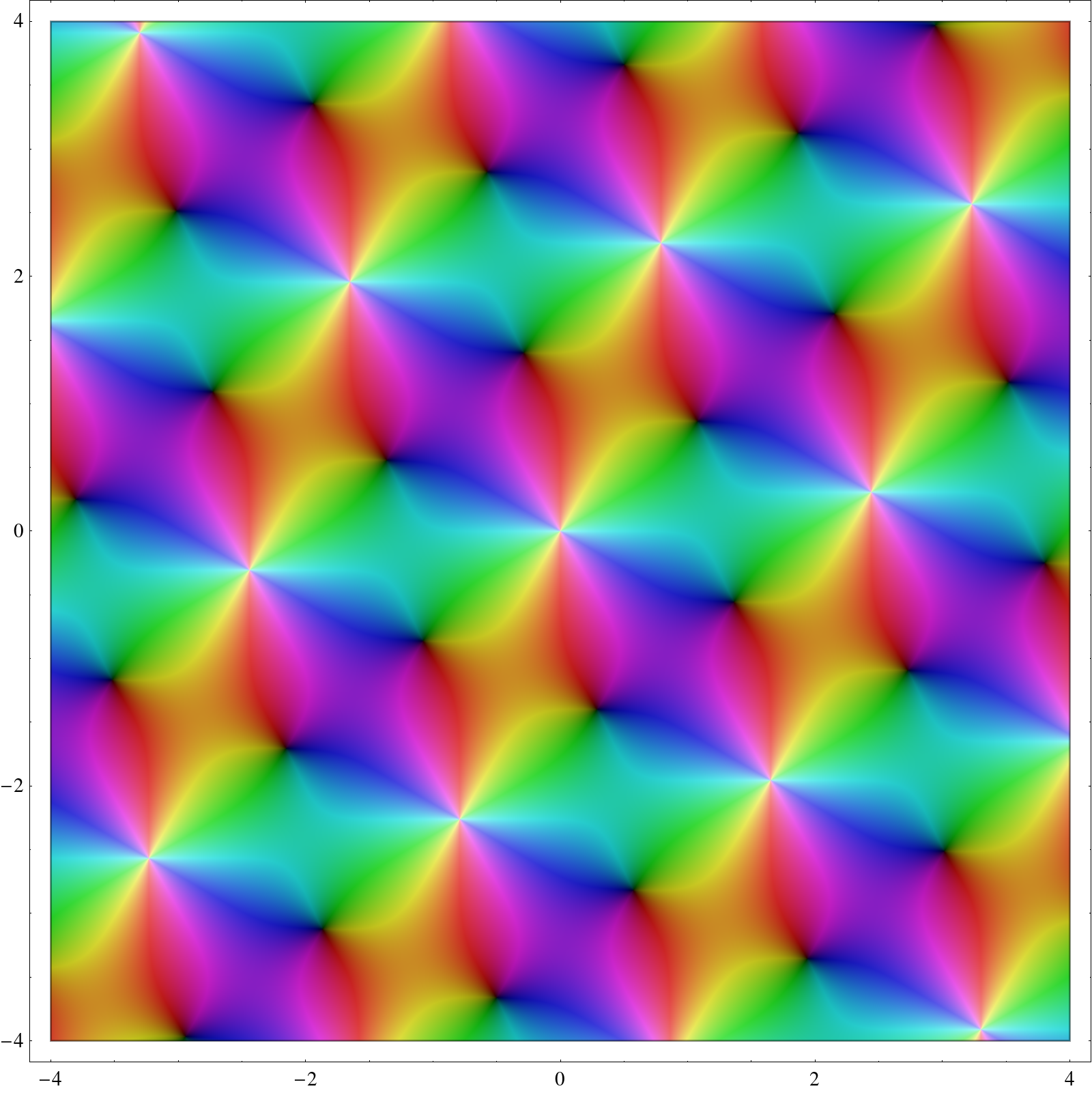
La función P de Weierstrass definida sobre una porción del plano complejo utilizando una técnica usual de visualización en la cual el blanco corresponde a un polo, negro a un cero, y la máxima saturación a Notar la retícula regular de los polos, y dos retículas que se entrecruzan de ceros.

Se puede definir a la función elíptica de Weierstraß de tres maneras muy similares, cada una de ellas posee ciertas ventajas. Una es como una función de variable compleja {\displaystyle z} y una retícula {\displaystyle \Lambda } en el plano complejo. Otra es en término de {\displaystyle z} y dos números complejos {\displaystyle \omega _{1}} y {\displaystyle \omega _{2}} que definen un par de generadores, o períodos, de la retícula. La tercera es en término de {\displaystyle z} y de un módulo {\displaystyle \tau } en el semiplano superior. Esta se relaciona con la definición previa mediante la siguiente expresión {\displaystyle \tau =\omega _{2}/\omega _{1}}, la cual en virtud de la convención usual de pares de períodos se encuentra en el semiplano superior. Utilizando este método, para un {\displaystyle z} fijo las funciones de Weierstrass resultan ser funciones modulares de {\displaystyle \tau }.
Considerando los dos períodos, la función elíptica de Weierstraß es una función elíptica con períodos {\displaystyle \omega _{1}} y {\displaystyle \omega _{2}} definida como 
{\displaystyle \wp (z;\omega _{1},\omega _{2})={\frac {1}{z^{2}}}+\sum _{m^{2}+n^{2}\neq 0}\left\{{\frac {1}{(z-m\omega _{1}-n\omega _{2})^{2}}}-{\frac {1}{\left(m\omega _{1}+n\omega _{2}\right)^{2}}}\right\}.}
Entonces {\displaystyle \Lambda =m\omega _{1}+n\omega _{2}} son los puntos de la retícula de período, por lo que
{\displaystyle \wp (z;\Lambda )=\wp (z;\omega _{1},\omega _{2})}
para todo par de generadores de la retícula define la función de Weierstraß como una función de una variable compleja y una retícula.
Si {\displaystyle \tau } es un número complejo en el semiplano superior, entonces
{\displaystyle \wp (z;\tau )=\wp (z;1,\tau )={\frac {1}{z^{2}}}+\sum _{n^{2}+m^{2}\neq 0}{1 \over (z-n-m\tau )^{2}}-{1 \over (n+m\tau )^{2}}.}
La suma indicada previamente es homogénea con un grado menos dos, con lo cual se puede definir la función {\displaystyle \wp } de Weierstraß para todo par de períodos, como
{\displaystyle \wp (z;\omega _{1},\omega _{2})=\wp (z/\omega _{1};\omega _{2}/\omega _{1})/\omega _{1}^{2}.}